# اچ‌نوام‌اس اسکورپیونن
اچ‌نوام‌اس اسکورپیونن (به انگلیسی: HNoMS Skorpionen) یک کشتی بود که طول آن ۶۲٫۳۳ متر (۲۰۴ فوت ۶ اینچ) بود. این کشتی در سال ۱۸۶۶ ساخته شد.